# مقاطعة كروكيت (تينيسي)
مقاطعة كروكيت (بالإنجليزية: Crockett County, Tennessee)‏ هي إحدى مقاطعات ولاية تينيسي في الولايات المتحدة. ، وتبلغ مساحتها 688 كم2، بلغ عدد سكانها 14586 نسمة في عام 2010 حسب إحصاء مكتب تعداد الولايات المتحدة وتصل الكثافة السكانية فيها 21 نسمة/كم2.